# Chāqer Aḩmad
Chāqer Aḩmad (persiska: چاقر احمد, Chākher Aḩmad) är en ort i Iran.   Den ligger i provinsen Västazarbaijan, i den nordvästra delen av landet, 500 km väster om huvudstaden Teheran. Chāqer Aḩmad ligger 1 431 meter över havet och antalet invånare är 181.
Terrängen runt Chāqer Aḩmad är huvudsakligen kuperad. Chāqer Aḩmad ligger nere i en dal. Runt Chāqer Aḩmad är det ganska glesbefolkat, med 47 invånare per kvadratkilometer. Närmaste större samhälle är باروق, 16,0 km väster om Chāqer Aḩmad. Trakten runt Chāqer Aḩmad består i huvudsak av gräsmarker.